# Grumman XTSF
O Grumman XTSF foi proposto como um bimotor torpedeiro, projetado pela Grumman para a Marinha dos Estados Unidos no final da Segunda Guerra Mundial. Baseado no projeto do caça Grumman F7F Tigercat, mas ampliado e com a adição de um compartimento de bombas, o XTSF foi considerado grande demais para operações em porta-aviões, e o projeto foi cancelado antes que qualquer aeronave fosse construída. Em vez disso, a Marinha optou por encomendar o XTB3F monomotor, que se tornou o bem-sucedido Grumman AF Guardian.

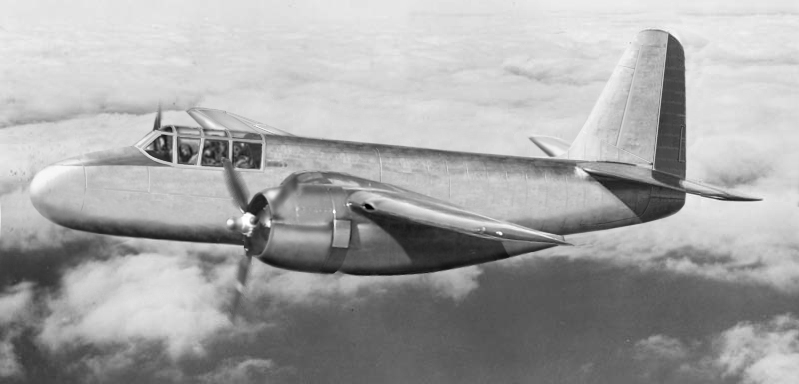
Reconstrução a partir de plantas do Grumman XTSF-1

## Projeto e desenvolvimento
Em 1944, foi determinado que o Grumman XTB2F(em inglês) , então em desenvolvimento para a Marinha, seria muito grande para operar de forma prática e segura em porta-aviões. Mesmo os novos porta-aviões da classe Midway , conhecidos como "porta-aviões" (CVB) e os maiores porta-aviões construídos por qualquer nação até aquele ponto, teriam dificuldade para operar a enorme aeronave, que era do tamanho de um Bombardeiro médio da Força Aérea dos Estados Unidos. Como resultado, no final de junho de 1944, Grumman submeteu seu projeto do G-66 ao Bureau of Aeronautics (BuAer).
Após uma revisão do projeto pela BuAer durante o mês seguinte, O em 17 de agosto o contrato existente para o XTB2F foi modificado para, em vez disso, solicitar duas aeronaves XTSF-1, para ser baseado no F7F- 2 Caça-bombardeiro biposto  e bimotor da (em inglês), o primeiro protótipo destinado a ser uma conversão de uma fuselagem do Grumman F7F Tigercat(em inglês).
Um monoplano cantilever de asa média, todo em metal, com dois motores radiais Pratt & Whitney Double Wasp montados em celas aerodinâmicas sob a asa.
O XTSF-1 foi projetado para transportar dois membros da tripulação, e apresentava um compartimento interno  de bombas e um conjunto de radar SCR-720 , o radar posteriormente sendo substituído no projeto por um conjunto AN / APS-3 ou AN / APS-4 . Um segundo assento foi adicionado para o operador de radar.
A asa externa do XTSF foi alongada em 7,8 pés (2,4 m) em comparação com a do F7F-2, enquanto o tamanho do estabilizador horizontal foi aumentado em 28 polegadas (71 cm). O estabilizador vertical também foi ampliado, enquanto o peso da aeronave aumentou em quase duas mil libras (910 kg) em relação ao Tigercat.
As asas podiam sem dobradas para cima para armazenamento a bordo de um porta-aviões, enquanto o trem de pouso e o gancho de proteção eram operados hidraulicamente. O armamento foi planejado para ser de quatro metralhadoras calibre .50  (12,7 mm) Browning M2 , ou, alternativamente, dois  canhões Hispano de 20 mm , enquanto um compartimento de bombas baseado no do Grumman TBF Avenger foi instalado em uma fuselagem esticada por 5,5 polegadas (14 cm).

### Cancelamento
Uma maquete da cabine, fuselagem central e seção central da asa foi construída e inspecionada pela BuAer no outono de 1944.  No entanto, o contrato para o protótipo XTSF-1s foi encerrado em janeiro de 1945. Isso foi devido a um uma variedade de fatores, incluindo a crença da Marinha de que os engenheiros e a fábrica da Grumman já estavam com a capacidade de produzir o F6F Hellcat , o F7F e o F8F Bearcat ,  que o XTSF-1 seria muito grande para operações práticas de porta aviões de escolta , e porque se acreditava que o Grumman G-70, a ser construído como o XTB3F, era uma perspectiva melhor. Além disso, o F7F estava se mostrando difícil de certificar para operações de porta-aviões, fazendo ainda mais a  Marinha contra o projeto.

#### Especulações
Algumas fontes afirmam erroneamente que o XTSF-1 se tornou o XTB2F,  porém este não é o caso.  O XTSF-1 foi a única aeronave já designada pela Marinha dos EUA na categoria 'TS para escolta de torpedeiros',  a designação sendo substituída e incorporada, junto com 'BT para torpedeiro', 'SB para Bombardeiro de escolta e 'TB for Torpedo-Bomber ', na nova série' A for Attack '.

## Especificações

### características gerais
- - Tripulação: 2 (piloto e operador de radar)
  - Comprimento: 46 pés 4 pol. (14,12 m)
  - Envergadura: 59 pés 4 pol. (18,08 m) (assas dobradas 32 pés (9,8 m))
  - Altura: 16 pés (4,9 m)
  - Área da asa: 500 pés quadrados (46 m 2 )
  - Aerofólio : NACA 23015-23012
  - Peso vazio: 17.288 lb (7.842 kg)planta do avião XTSF-1
  - Peso bruto: 26.171 lb (11.871 kg)

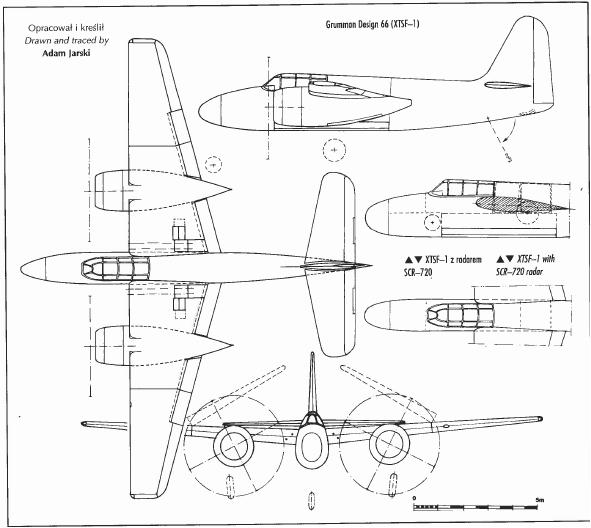
planta do avião XTSF-1

  - Capacidade de combustível: 400 galões americanos (1.500 l; 330 imp gal)
  - Motor: 2 × Motores radiais Pratt & Whitney R-2800 -22W Double Wasp , 2.400 hp (1.800 kW) cada
  - Hélices:  de 4 pás H-20-156, 13 pés 2 pol. (4,01 m) de diâmetro

### Performance
- - Velocidade máxima: 414 mph (666 km / h, 360 kn) a 18.600 pés (5.700 m)
  - Velocidade de estol: 84 mph (135 km / h, 73 kn)
  - Alcance: 975 mi (1.569 km, 847 nm) de combustível interno a 172 milhas por hora (277 km / h)
  - Alcance de combate: raio de 395 mi (636 km, 343 nm) com dois tanques ejetáveis  de 150 galões americanos (570 l; 120 imp gal)
  - Teto de serviço: 36.500 pés (11.100 m)
  - Taxa de subida: 3.920 pés / min (19,9 m / s)
  - Carregamento da asa: 47,9 lb / pés quadrados (234 kg / m 2 )
  - Potência / massa : 6,5 lb / bhp

### Armamento

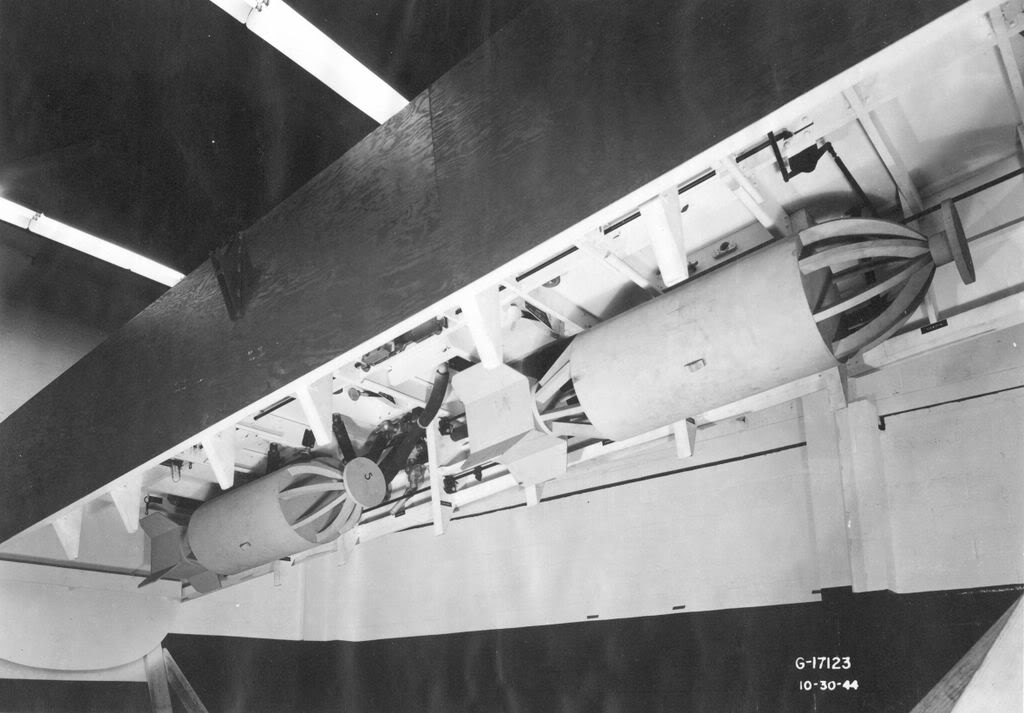
baia de bombas do XTSF-1

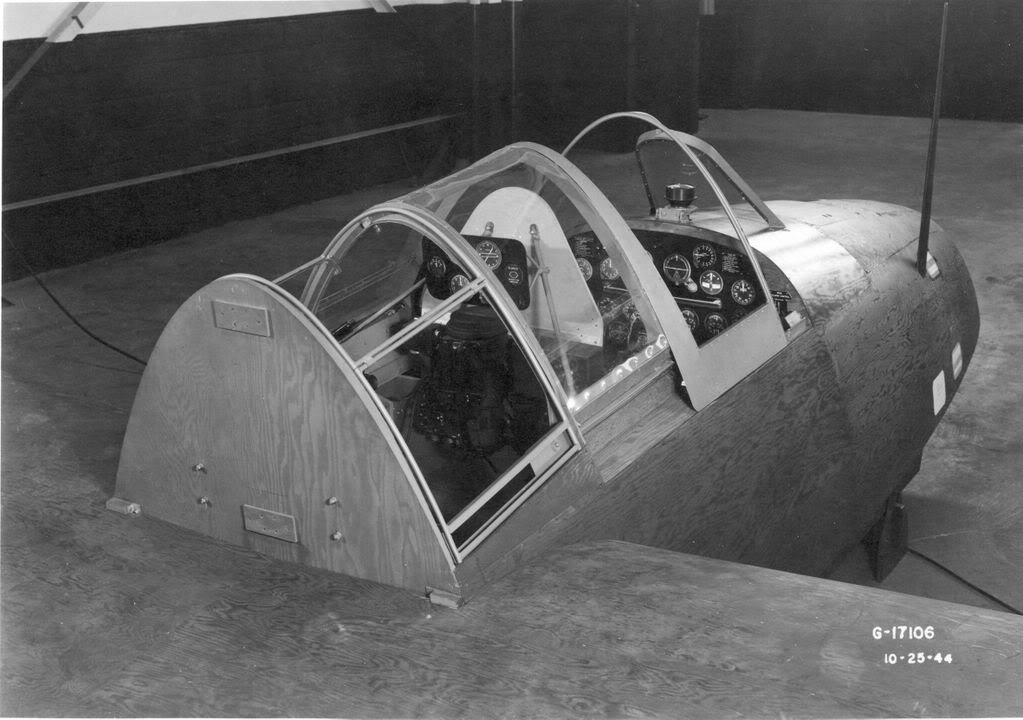
cabine do XTSF-1

- - Armas: 4 metralhadoras calibre .50.
  - Hardpoints: Dois, de 1.000 libras (450 kg) de capacidade cada.
  - Bombas: compartimento interno de bombas, capacidade para um torpedo Mark 13 , uma bomba de 2.000 libras (910 kg) ou mina naval , ou bombas menores de até 4.000 libras (1.800 kg) ou cargas de profundidade de até 1.300 libras (590 kg) .

Dados de:

## Referencias
1. 1 2 3  Greg, Goebel (2009). The Grumman AF Guardian. [S.l.: s.n.]
2. 1 2 3 4 5 6 7 8 9 10 11  Bill, Norton (2008). US Experimental & Prototype Aircraft Projects: Fighters 1939-1945. [S.l.]: North Branch, MN: Speciality Press. p. 120
3. ↑  American Aviation Historical Society Journal. [S.l.: s.n.] 1969. p. 269
4. 1 2  Angellucci, Enzo (1987). The American Fighter from 1917 to the Presen. EUA: New York: Orion. p. 238
5. 1 2  «XTSF-1 Airplane Characteristics and Performance» (PDF). www.alternatewars.com. Consultado em 12 de abril de 2021. Cópia arquivada (PDF) em 12 de abril de 2021
6. 1 2  Johnson, ER (2008). American Attack Aircraft Since 1926. [S.l.]: NC: McFarland & Company. p. 427
7. ↑  Norton, Bill (2008). US Experimental & Prototype Aircraft Projects: Fighters 1939-1945. North Branch: MN: Speciality Press. p. 121
8. ↑  Corwin H., Meyer (2002). F7F Tigercat: The Untold Story. Ridgefield: Flight Journal. p. 55
9. ↑  Tillman, Barrett (2001). U. S. Navy Dive and Torpedo Bombers of World War II. [S.l.]: St. Paul, MN: MBI Publishing. p. 87
10. ↑  «U.S. Systems of Aircraft Designation». http://www.driko.org/. Consultado em 12 de abril de 2021. Cópia arquivada em 21 de abril de 2021